# Свора (фильм, 1985)
«Свора» (эст. Bande) — советский фильм 1985 года киностудии «Таллинфильм», снятый режиссёром Арво Круусементом. Политический детектив по роману американского писателя Д. Хеммета «Стеклянный ключ».

## Сюжет
1920-е годы, США. Влиятельный магнат Пол Мэдвиг делает все, чтобы на выборах был переизбран его человек — сенатор Генри. Мэдвик уверен в успехе и высокомерно ведет себя со своим соперником Шэдом О’Рори. Однако неожиданное убийство сына сенатора путает карты. Заняться делом он поручает частному детективу Неду Бомонту.

## В ролях
- Тыну Карк — Нед Бомонт
- Аарне-Мати Юкскюла — Пол Мэдвинг
- Рейн Мальмстен — Шэд О’Рори
- Олев Эскола — сенатор Генри
- Эрика Торгер — миссис Мэдвинг
- Талво Пабут — Тэйлор Генри
- Мара Звайгзне — Жанет Генри
- Рита Рятсепп — Опэл Мэдвинг
- Тыну Аав — прокурор Фарр
- Энн Краам — Берни Диспейн
- Кайе Михкелсон — Ли Уилшайр
- Айн Лутсепп — Джеф
- Энн Клоорен — Уиски
- Регина Разума — Элойс
- Яаан Паавле — Хинкл

## Фестивали и награды
- III-й фестиваль фильмов Советской Эстонии — приз за лучшую операторскую работу.